# 로버트 드니로
로버트 앤서니 드 니로 주니어(영어: Robert Anthony De Niro Jr., 1943년 8월 17일 ~ )는 미국의 배우, 영화 감독, 영화 제작자이다. 아카데미상을 두 차례, 골든 글로브상을 한 차례 받았다. 주로 마틴 스코세이지 감독의 작품에 공동으로 참여하였으며 근 100여편에 가까운 방대한 출연을 자랑하며 지속적인 활동을 이어가고 있는 중이다.

## 출연 작품
- 그리팅(Greetings) (1968년)
- 샘스 송 (Sam's Song) (1969년)
- 웨딩 파티 (Wedding Party) (1969년)
- 기관총 엄마 (Bloody Mama) (1970년)
- 안녕, 엄마! (Hi, Mom!) (1970년)
- 제니퍼 온 마이 마인드 (Jennifer On My Mind) (1971년)
- 인생의 승리 ((Born To Win)) (1971년)
- The Gang That Couldn't Shoot Straight (1971년)
- 대야망 (Bang the Drum Slowly) (1973년)
- 비열한 거리 (Mean Streets) (1973년) - 존 시벨로 역
- 대부2 (The Godfather: Part II) (1974년) - 비토 코를레오네 역
- 택시 드라이버 (Taxi Driver) (1976년) - 트레비스 비클 역
- 1900년 (Novecento) (1976년)
- 라스트 타이쿤 (The Last Tycoon) (1976년)
- 뉴욕 뉴욕 (New York, New York) (1977년)
- 디어 헌터 (The Deer Hunter) (1978년)
- 성난 황소 (Raging Bull) (1980년) - 제이크 라모타 역
- 고백 (True Confessions) (1981년)
- 코미디의 왕 (The King Of Comedy) (1983년) - 루퍼트 펍킨 역
- 원스 어폰 어 타임 인 아메리카 (Once Upon A Time In America) (1984년) - 데이비드 애런슨 역
- 폴링 인 러브 (Falling In Love) (1984년)
- 브라질 (Brazil) (1985년) - 아치벌드 터틀 역
- 미션 (The Mission) (1986년) - 로드리고 멘도사 역
- 엔젤 하트 (Angel Heart) (1987년)
- 언터처블 (The Untouchables) (1987년) - 알 카포네 역
- 미드나잇 런 (Midnight Run) (1988년)
- 상처 뿐인 훈장 (혹은 '잭나이프') (Jacknife) (1989년)
- 천사탈주 (We're No Angels) (1989년)
- 스탠리와 아이리스 (Stanley & Iris) (1990년)
- 좋은 친구들 (Goodfellas) (1990년) - 제임스 콘웨이 역
- 사랑의 기적 (Awakenings) (1990년)
- 비공개 (Guilty by Suspicion) (1991년)
- 분노의 역류 (Backdraft) (1991년) - 도널드 림게일 역
- 케이프피어 (1991년)
- 프랑켄슈타인 (1994년)
- 카지노 (Casino) (1995년) - 샘 로스슈타인 역
- 히트 (Heat) (1995년) - 닐 맥컬리 역
- 더 팬 (The Fan) (1996)
- 슬리퍼스 (Sleepers) (1996)
- 마빈의 방 (Marvin's Room) (1996)
- 위대한 유산 (Great Expectations) (1998)
- 재키 브라운 (Jackie Brown) (1997)
- 왝 더 독 (Wag The Dog) (1997)
- 로닌 (Ronin) (1998)
- 엔트로피(Entropy) (1999)
- 애널라이즈 디스 (Analyze This) (1999)
- 캅 랜드 (Cop Land) (1997)
- 플로리스 (Flawless) (1999)
- 미트 페어런츠 (Meet The Parents) (2000)
- 맨 오브 오너 (Men Of Honor) (2000)
- 15분 (15 Minutes) (2001)
- 스코어 (The Score) (2001)
- 애널라이즈 댓 (Analyze That) (2002)
- 시티 바이 더 씨 (City By The Sea) (2002)
- 쇼타임 (Showtime) (2002)
- 록키와 불윙클 (The Adventures Of Rocky And Bullwinkle) (2000)
- 산 루이스 레이의 다리 (The Bridge Of San Luis Rey, El Puente De San Luis Rey) (2004)
- 화씨 9/11 (Fahrenheit 9/11) (2004)
- 갓센드 (Godsend) (2004)
- 샤크 (Shark Tale) (2004)
- 숨바꼭질 (Hide And Seek) (2005)
- 미트 페어런츠 2 (Meet The Parents 2) (2005)
- 미스터 윔스 - 돈 리클스 프로젝트 (Mr. Warmth: The Don Rickles Project) (2007)
- 굿 셰퍼드 (The Good Shepherd) (2006)
- 스타더스트 (Stardust) (2007)
- 아녜스 바르다의 해변 (Les Plages D'Agnes, The Beaches Of Agnes) (2008)
- 왓 저스트 해펀드? (What Just Happened?) (2008)
- 의로운 살인 (Righteous Kill) (2008)
- 스트리트 오브 드림스 (Street Of Dreams) (2009)
- 에브리바디스 파인 (verybody's Fine) (2009)
- 존 카제일의 재발견 (I Knew It Was You: Rediscovering John Cazale) (2009)
- 아더와 미니모이: 제1탄 비밀 원정대의 출정 (Arthur Et Les Minimoys, Arthur And The Minimoys) (2006)
- 스톤 (Stone) (2010)
- 마셰티 (Machete) (2010)
- 미트 페어런츠 3 (Meet The Parents 3) (2010)
- 다크필드 (The Dark Fields) (2011)
- 뉴욕의 연인들 (New Year's Eve) (2011)
- 리미트리스 (Limitless) (2011)
- 킬러 엘리트 (The Killer Elite) (2011)
- 매뉴얼 오브 러브 3 (Manuale d'am3re, Manual of Love 3) (2011)
- 레드 나이트 (Red Lights) (2012)
- 빙 플린 (Being Flynn) (2012)
- 프리랜서즈 (Freelancers) (2012)
- 실버라이닝 플레이북 (Silver Linings Playbook) (2012)
- 빅 웨딩 (The Big Wedding) (2013)
- 라스트 베가스 (Last Vegas) (2013)
- 킬링 시즌 (Killing Season) (2013)
- 위험한 패밀리 (The Family) (2013) - 프레드 블레이크/ 지오반니 만조니 역
- 아메리칸 허슬 (American Hustle) (2013)
- 룸 13 (The Bag Man) (2013)
- 그루지 매치 (Grudge Match) (2013)
- 인턴 (The Intern) (2015) - 벤 위테이커 역
- 버스 657 (Heist, Bus 657) (2015) - 프랜시스 포브 실바 역
- 조이 (Joy) (2015) - 루디 역
- 페기 구겐하임: 아트 에딕트 (Peggy Guggenheim: Art Addict) (2015) - 본인 역 (다큐멘터리)
- 오디션(영어판) (The Audition) (2015) - 본인 역
- 엘리스 (Ellis) (2015)
- 오 마이 그랜파 (Dirty Grandpa) (2016) - 딕 켈리 역
- 핸즈 오브 스톤 (Hands Of Stone) (2016) - 레이 아르셀 역
- 코미디언 (The Comedian) (2016)
- 더 위저드 오브 라이스 (The Wizard of Lies) (2017) - 버니 매도프 역
- 워 위드 그랜파 (War with Grandpa) (2018)
- 조커(Joker) (2019, 제작) - 머리 프랭클린 역
- 아이리시맨(Irishman) (2019) - 프랭크 시런 역
- 암스테르담 (2022)
- 새비지 맨 (2022) - 처치 보안관 역
- 플라워 킬링 문 (2023) - 윌리엄 헤일 역

## 수상 경력
- 1973년 제38회 뉴욕비평가협회상 남우조연상
- 1974년 제8회 전미비평가협회상 남우조연상
- 1975년 제47회 아카데미시상식 남우조연상
- 1976년 제41회 뉴욕비평가협회상 남우주연상
- 1977년 제2회 LA비평가협회상 남우주연상
- 1977년 제11회 전미비평가협회상 남우주연상
- 1978년 포토그래마스 디 플레타 어워즈 외국남자배우상
- 1978년 센트조어디어워즈 외국남자배우상
- 1979년 헤이스티 푸딩 씨어트리컬 올해의 남성스타상
- 1980년 제45회 뉴욕비평가협회상 남우주연상
- 1980년 제1회 보스턴비평가협회상 남우주연상
- 1981년 제52회 미국비평가협회상 남우주연상
- 1981년 제6회 LA비평가협회상 남우주연상
- 1981년 제38회 골든글로브시상식 드라마부문 남우주연상
- 1981년 제53회 아카데미시상식 남우주연상
- 1981년 제38회 베니스국제영화제 골든포닉스 남우주연상
- 1986년 센트조어디어워즈 외국남자배우상
- 1990년 제55회 뉴욕비평가협회상 남우주연상
- 1991년 제62회 미국비평가협회상 남우주연상
- 1992년 주피터어워즈 외국남자배우상
- 1993년 제43회 베를린국제영화제 커리어사자상
- 1993년 뉴욕 우먼 인 영화&텔레비전 어워즈 뮤즈상
- 1997년 제25회 모스크바 국제영화제 월드 시네마 기여상
- 1998년 온라인영화&텔레비전협회상 평생공로상
- 2000년 제48회 산세바스찬국제영화제 평생공로상
- 2000년 제57회 베니스국제영화제 평생공로상
- 2001년 제10회 MTV영화제 최고의 명대사상
- 2001년 고담 어워즈 공로상
- 2004년 아메리칸필름인스티튜드어워즈 평생공로상
- 2008년 제43회 카를로비바리국제영화제 세계영화공헌상
- 2008년 제43회 골든카메라시상식 공로상
- 2009년 제32회 미국케네디센터상 예술공헌상
- 2009년 BAFTA 로스엔젤레스 브리타니아 어워즈 영화부문 우수배우상
- 2009년 제13회 할리우드영화제 남우주연상
- 2010년 AARP 어워즈 평생공로상
- 2011년 제68회 골든글로브시상식 평생공로상
- 2012년 제16회 할리우드영화제 남우조연상
- 2012년 디트로이트비평가협회상 남우조연상
- 2013년 제2회 AACTA인터네셔널어워즈 남우조연상
- 2013년 제28회 산타바바라국제영화제 커크 더글러스상
- 2015년 제19회 할리우드영화제 공로상
- 2016년 사라지보필름페스티벌 평생공로상
- 2016년 제20회 할리우드영화제 코미디상
- 2016년 美대통령 자유의 메달
- 2017년 제44회 링컨센터 갈라 트리뷰트상
- 2018년 제22회 새틀라이트시상식 TV영화/미니시리즈부문 남우주연상
- 2020년 제26회 미국배우조합상 평생공로상

## 같이 보기
- 아카데미상 최고 기록 목록